# Edme Mariotte
Edme Mariotte (Dijon, oko 1620. – Pariz, 12. maja 1684.), francuski fizičar. Isprva bio opat samostana svetog Martina pod Beauneom kraj Dijona, od 1666. član Francuske akademije. Otkrio je, neovisno o Robertu Boyleu, zakon za idealne plinove, nazvan Boyle-Mariotteov zakon. Napisao je više rasprava o gibanju tekućina, prirodi boja, barometru, slobodnom padu, smrzavanju vode. Napisao Crtice iz fizike (fran. Essais de physique, 1676. – 1679.). U drugoj polovici 17. stoljeća francuski hidrolog Pierre Perrault i Edme Mariotte proveli su hidrološka istraživanja u bazenu rijeke Seine, kojima su pokazali da je godišnji iznos mjesne oborine dovoljan da bi se objasnio godišnji protok rijeke; time su opovrgnuli tvrdnje, česte u ono doba, da riječna voda potječe iz podzemnih tokova.

## Boyle-Mariotteov zakon
Boyle-Mariotteov zakon opisuje istodobnu izotermnu (T = konstantno) promjenu tlaka i volumena plina. Volumen plina mijenja se s tlakom prema jednakosti: 
{\displaystyle \qquad p_{1}\cdot V_{1}=p_{2}\cdot V_{2}=...=p_{i}\cdot V_{i}}
odnosno:
{\displaystyle \qquad p\cdot V=konstanta}
za stalnu temperaturu (T = konstantno). Vrijednost konstante ovisi o temperaturi i količini plina. Dakle, na stalnoj temperaturi tlak i volumen plina obrnuto su razmjerni u zatvorenom plinskom sustavu. U p-V dijagramu Boyle-Mariotteov zakon prikazuje se izotermama. Ovdje su to hiperbole s temperaturom T kao parametrom. Boyle-Mariotteov zakon vrijedi u potpunosti za idealni plin, dok za realne plinove pri visokim tlakovima nastaju manji otkloni.

## Mariotteova mrlja
Mariotteova mrlja je slijepa pjega vidnoga polja na ulazu vidnoga živca u oko (papilla); neosjetljiva je na svjetlost.